# Pseudotrochalus crinitus
Pseudotrochalus crinitus är en skalbaggsart som beskrevs av Louis Burgeon 1943. Pseudotrochalus crinitus ingår i släktet Pseudotrochalus och familjen Melolonthidae. Inga underarter finns listade i Catalogue of Life.